# L'Été du démon
Pour plus de détails, voir Fiche technique et Distribution.
L'Été du démon (鬼畜, Kichiku), est un film japonais réalisé par Yoshitarō Nomura et sorti en 1978.

## Synopsis
Sōkichi et sa femme Oume tiennent une petite imprimerie avec l'aide d'un employé. Un soir, Kikuyo, la maîtresse de Sōkichi, se présente à leur domicile avec les trois enfants en bas âge qu'elle a eu avec lui, réclamant de l'argent avant de disparaître dans la nuit. Oume entre dans une colère froide et persuade peu à peu son mari de se débarrasser des trois enfants.

## Fiche technique
- Titre français : L'Été du démon
- Titre original : 鬼畜 (Kichiku?)
- Réalisation : Yoshitarō Nomura
- Scénario : Masato Ide d'après la nouvelle homonyme de Seichō Matsumoto
- Photographie : Takashi Kawamata
- Montage : Kazuo Ōta
- Musique : Yasushi Akutagawa
- Direction artistique : Kyōhei Morita
- Décors : Noboru Isozaki
- Producteurs : Yoshiki Nomura et Yoshitarō Nomura
- Producteur exécutif : Hiroshi Yoshioka
- Société de production : Shōchiku
- Pays d'origine :  Japon
- Langue originale : japonais
- Format : couleurs — 1,85:1 — 35 mm — son mono
- Genre : drame
- Durée : 110 minutes[1]
- Date de sortie :
  - Japon : 7 octobre 1978[1]

## Distribution
- Ken Ogata : Sōkichi Takeshita
- Shima Iwashita : Oume, la femme de Sōkichi
- Hiroki Iwase : Riichi, le fils aîné de Sōkichi et Kikuyo
- Miyuki Yoshizawa : Yoshiko
- Jun Ishii : Shōichi
- Mayumi Ogawa : Kikuyo, l'amante de Sōkichi
- Keizō Kanie : Akutsu, l'employé de Sōkichi
- Yoshi Katō : le docteur
- Kunie Tanaka : un policier

## Distinctions
Sauf indication contraire, les informations mentionnées dans cette section peuvent être confirmées par la base de données cinématographiques IMDb,  présente dans la section « Liens externes ».

### Récompenses
- 1978 : Hōchi Film Award du meilleur acteur pour Ken Ogata[2]
- 1979 : prix du meilleur réalisateur pour Yoshitarō Nomura, du meilleur acteur pour Ken Ogata et du meilleur technicien pour Takashi Kawamata aux Japan Academy Prize[3]
- 1979 : prix Blue Ribbon du meilleur réalisateur pour Yoshitarō Nomura et du meilleur acteur pour Ken Ogata[4]
- 1979 : prix Kinema Junpō du meilleur acteur pour Ken Ogata[5]
- 1979 : prix Mainichi du meilleur réalisateur pour Yoshitarō Nomura, du meilleur acteur pour Ken Ogata, de la meilleure photographie pour Takashi Kawamata et de la meilleure direction artistique pour Kyōhei Morita[6]

### Nominations
- 1979 : prix du meilleur film, du meilleur scénario pour Masato Ide et de la meilleure musique de film pour Yasushi Akutagawa aux Japan Academy Prize[3]